# Гутнова Євгенія Володимирівна
Євгенія Володимирівна Гутнова (нар. 29 березня (11 квітня) 1914, Петербург — 1992, Москва) — історик, доктор історичних наук (1957), професор (1958). З сім'ї професійних революціонерів, автор спогадів.

## Біографія
- 1939 закінчила історичний факультет МДУ.
- 1939–41 навчалася в аспірантурі Інституту історії АН СРСР.
- 1941–42 – в евакуації в Омську. Працювала вчителем історії в школі, потім викладала у Томському університеті на кафедрі історії середніх віків історичного факультету.
- 1944–47 – в докторантурі Інституту історії АН СРСР.
- 1947–71 працювала на кафедрі історії середніх віків історичного факультету МДУ.
- 1971–89 – старший науковий співробітник, провідний науковий співробітник Інституту загальної історії АН СРСР.
- 1990—92 – провідний науковий співробітник-консультант там же.

Член наукових рад «Закономерность развития истории общественно-экономической формации и переход от одной к другой», «История исторической науки» при Відділенні історичної науки[джерело?] Президії АН СРСР.
Член правління Товариства СРСР – Велика Британія.
Член редколегії збірників: «Средние века», «История и историки» (з 1971).

## Сім'я
Мати, Віра Ізраїлівна Вульфович, родом з Катеринослава. Батько, Володимир Осипович Цедербаум (революційний псевдонім — Левицький), наймолодший брат засновника меншовизму Юлія Мартова.
Чоловік (з грудня 1933) Ельбрус Олександрович Гутнов, осетин (1905 - 5.3.1981). Син Олексій (26.6.1937 - 14.7.1985)

## Праці
- Возникновение английского парламента. Из истории английского общества и государства XIII века. М., МГУ. 1960.
- Основные проблемы истории средних веков в трудах К. Маркса и Ф. Энгельса. М., 1964
- История средних веков. Учебник для вузов. М., 1966. Т. 1–2. (член редколегії та редактор першого тому)
- Некоторые вопросы идеологии крестьянства эпохи средневековья // Вопросы истории. — 1966. — № 4. — С. 52–71.
- Основные источники и историография по истории крестьянской идеологии в Англии. // Средние века. — 1966. — Вып. 29. — С. 70–89.
- Историография средних веков. М., 1974;
- Взаимосвязь социальных отношений в идеологии в средневековой Европе. М., 1983;
- Классовая борьба и общественное сознание крестьянства в средневековой Западной Европе (XI–XV вв.). М., 1984.
- История Европы. Том 2. «Средневековая Европа». М., 1992.